# Колониальные войска
Колониальные войска — различные формирования, набираемые из населения колоний, либо в метрополии для службы в колониях в вооружённых силах того или иного государства.

## История
Колониальные войска использовались Британией, Францией, Нидерландами, Данией, Соединёнными Штатами, Германией, Испанией, Португалией и др. В одних случаях набор вёлся с помощью местных правителей стран, которые выступали в качестве посредников, в других — под прямым руководством офицеров метрополии. Колониальные армии зачастую должны были опираться на инфраструктуру — заморские базы, дипломатические альянсы и финансовое обеспечение.
В начале эпохи европейских колониальных империй войска набирались, в основном, среди населения метрополий, однако затем начался набор «туземных» войск. Первоначально они служили под командованием своих собственных лидеров, затем — под командованием европейских офицеров, и образовывали отдельные части и подразделения. Самым ярким таким примером являются сипаи Британской Ост-Индской Компании. Часть полков сипаев сохраняется по сей день в армиях Индии и Пакистана.
Набор сипаев в Индии практиковался также французскими и португальскими колонизаторами.

## Принципы набора
Смена колониального правителя зачастую означала продолжение набора колониальных армий. Так, и Испания, и США продолжали набирать колониальные войска на Филиппинах в тех же регионах, и из тех же племён. Зуавы набирались в Алжире и для османских, и для французских правителей. В больших колониальных владениях часть войск могла набираться из населения метрополий. Также в ряде случаев империи проводили призыв в поселенческие ополчения, которые набирались из европейских колонистов. Какая-то часть войск могла состоять из наёмников, набираемых извне колониальной территории. Французская «Африканская Армия», нёсшая гарнизонную службу в Алжире, Марокко и Тунисе, сочетала в себе все подобные элементы.
Нидерланды использовали в своих войсках смешение из подразделений, набранных из местного населения, и переведённых из метрополии.
Британия набирала в свою колониальную армию в Индии представителей так называемых «воинственных рас» — сикхов, мусульман Пенджаба, белуджей, джатов и так далее. Кроме того, десять полков гуркхских стрелков набирались за пределами территории, которую контролировала метрополия.
Многие колониальные державы предпочитали набирать в свои войска представителей малых народов, с тем, чтобы составить противовес большинству, например, Нидерланды набирали войска в Индонезии не только из яванцев но и из амбонезцев. Метрополии сталкивались с дилеммой — или доверять большинству, и тогда рисковать потерять всё в случае восстания, или набирать войска из меньшинств, дополняя их большими количествами дорогостоящих войск из европейцев и наёмников, рекрутируемых за колониальными владениями. Примером последнего являлись французские «Специальные войска Леванта», набираемые, в основном, из таких меньшинств, как алавиты, друзы, курды и черкесы, и нёсшие гарнизонную службу в Сирии и Леванте, разделённые между Иностранным Легионом, сенегальскими и североафриканскими подразделениями.
Британская империя практиковала регулярную ротацию войск между своими колониальными владениями. При этом войска в Нигерии и на западноафриканских территориях, как правило, состояли из местного населения, за исключением офицеров, части сержантов и специалистов.

## Преимущества
У войск, набираемых из местного населения, есть несколько преимуществ. Они отлично знают местность, местный язык и культуру. Они имеют иммунитет против местных болезней, бывших для европейских войск серьёзной помехой в таких регионах, как Западная Африка и Вест Индия. Одна из основ «туземных» войск - племена c давними воинскими традициями. Также метрополии обращают внимание на народности, племена, народы, национальности, этносы, кланы и нации оказавшие самое свирепое сопротивление собственной колонизации (например — сикхи в Индии, или племя Риф в Марокко). Такие войска можно использовать там, где применение подразделений, призванных в метрополии, может быть непопулярно. Использование местных войск может, в то же время, сделать колонизацию более приемлемой для местного населения.
Колониальные войска могут использоваться для гарнизонной службы в собственной стране, что позволило бы избежать «двойной лояльности». Италия использовала эритрейских аскари в Ливии, и во время двух войн с Эфиопией (1898 и 1936). Полки из Индии иногда несли гарнизонную службу в Индии, Сингапуре и Гонконге в 19-м и начале 20-го веков. В 1950-х годах Португалия использовала африканские войска из Мозамбика в гарнизонах в Гоа, а Голландия в течение большей части 19-го века нанимала западноафриканцев для службы в Голландской Ост-Индии (современная Индонезия).

## Недостатки

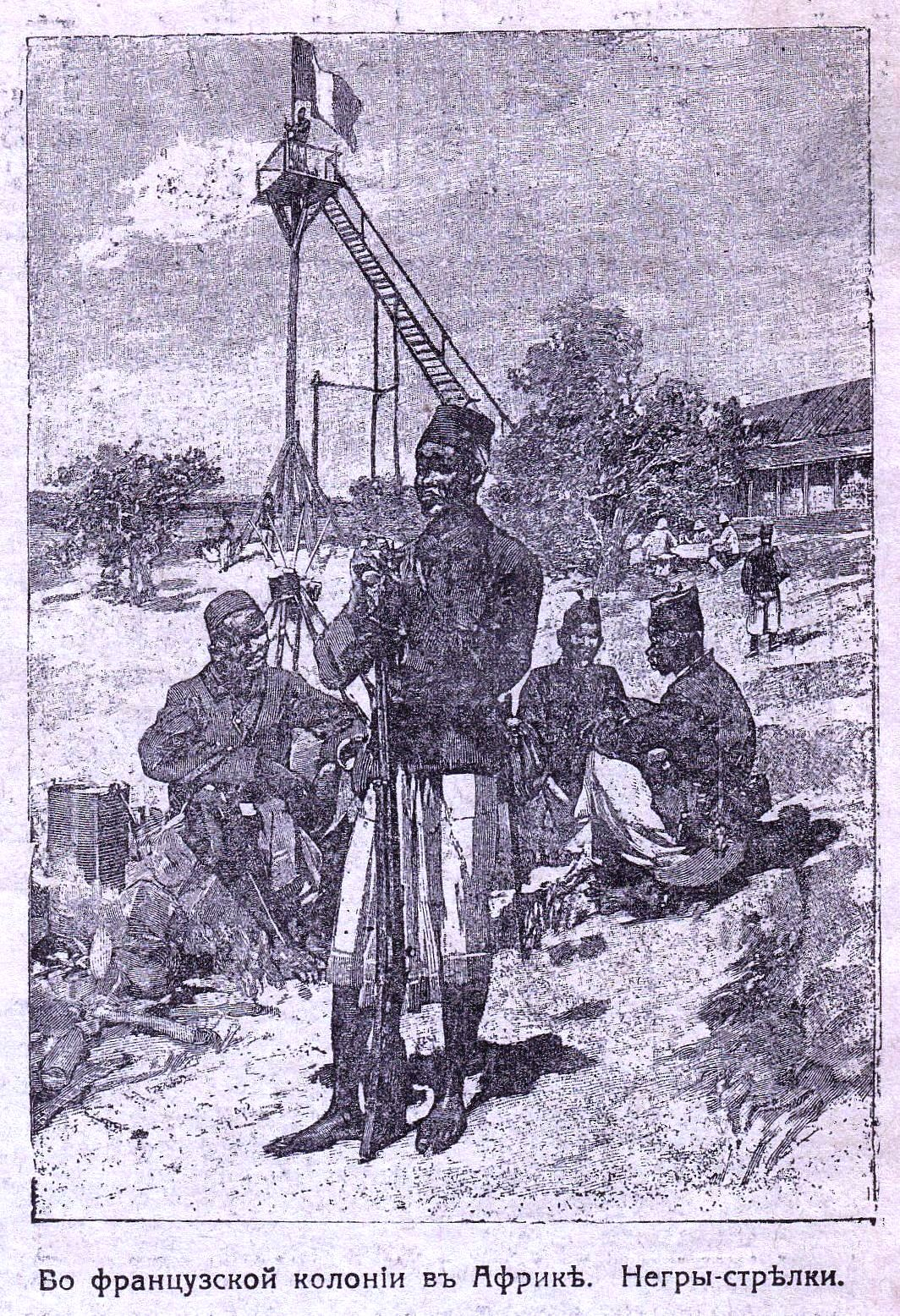
Негры-стрелки французских колониальных войск, 1914 год

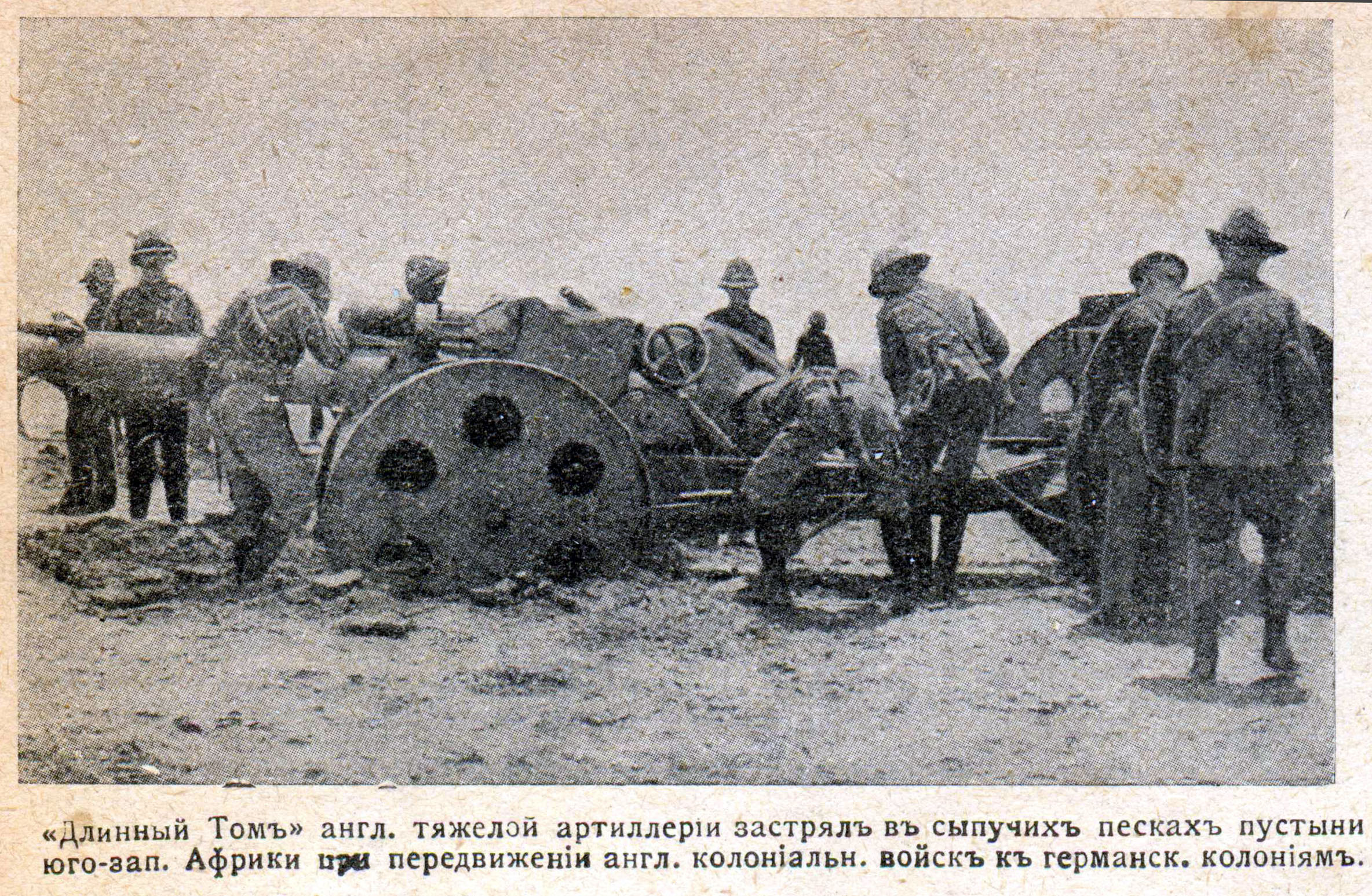
Британские колониальные войска в Африке, 1915 год

Изначально колониальные силы обычно хуже вооружались, чем войска метрополии. В связи с тем, что им обычно приходилось иметь дело с плохо вооружёнными противниками в конфликтах с низкой интенсивностью, в таких войсках преобладала лёгкая пехота и кавалерия. До Второй мировой войны была редкостью артиллерия и механизированные подразделения (хотя в итальянских колониальных армиях были эритрейские, сомалийские и ливийские артиллерийские батареи на конной тяге, горные батареи были и в армии Индии). Такой недостаток современного вооружения ставил колониальные войска в невыгодное положение перед такими противниками, как Германия и Япония во Второй мировой войне. Даже раньше, африканские и индийские войска, отправленные во Францию в 1914, столкнулись с непривычным климатом, питанием, и общими условиями. После суровой зимы на Западном фронте чёрные африканские тиральеры Французской армии были выведены в Южную Францию. Все индийские войска, за исключением некоторых кавалерийских полков, были в октябре 1915 выведены с Западного фронта для службы в Месопотамии, Палестине и Восточной Африке.
С другой стороны, армия Индии была во многих отношениях уравнена с метрополией, так же и в плане вооружений, и часто успешно противостояла туркам, германцам, итальянцам и японцам (хотя при этом в ней сохранялось и частичное британское присутствие).
Выбор определённых племён для набора зачастую порождал межплеменные конфликты.

## Символизм
Колониальные войска зачастую служили показателем мощи империи. В конце 19го и начале 20го веков на коронации в Лондон прибывали представители подразделений из Индии и других колоний. Французские тиральеры и спаги каждый год 14 июля участвовали в парадах в Париже, вплоть до 1962. Униформа колониальных войск зачастую включала колоритные национальные элементы, такие, как тюрбаны.

## Колониальные войска во Второй мировой войне

### Страны антигитлеровской коалиции

#### Франция
В состав французской армии входили войска, набранные в Алжире, Марокко и Тунисе — «Африканская армия» (фр. Armée d’Afrique). Юридически они считались частью армии метрополии, и состояли из 12 дивизий, включенных в состав частично Иностранного легиона, частично отдельных формирований зуавов, а также алжирских, марокканских и тунисских тиральеров. Три бригады спаги приняли участие в сражениях на территории Франции в 1940 году.
Кроме того, в отдельном подчинении находились колониальные войска, насчитывавшие 9 дивизий, и состоявшие, в частности, из индокитайских и мальгашских пулемётчиков, входивших в состав войск, оборонявших линию Мажино.
Подмандатные территории Сирия и Ливан были представлены Левантийской армией (фр. Armée du Levant), в составе которых особо выделялись «специальные войска».
После падения Франции в 1940 году эти силы оказались под контролем коллаборационистского режима Виши. Вместе с тем, в состав войск «Сражающейся Франции» (позднее — «Свободной Франции») генерала Шарля де Голля также входили колониальные войска — колониальный 19-й корпус, три батальона Французского Африканского корпуса, двух «таборов» (отрядов) марокканских гумьеров, а также 3 полков марокканских спаги, 1 тунисского батальона, 5 алжирских пехотных батальонов и 2-х батальонов Иностранного легиона.

#### Британия
Основное место в колониальных войсках Британской империи занимала индийская армия, набранная из представителей так называемых «воинственных рас», список которых с началом войны был расширен. Индийские войска занимали промежуточное положение между колониальными войсками и войсками доминионов, и состояли частично из батальонов, набранных из британцев, частично — из индийских батальонов. Общая численность этой армии в 1941 году доходила до 900 тыс. чел. Войска Индии приняли заметное участие в войне на Средиземноморском театре военных действий, а также внесли свой вклад в занятие союзниками Италии.
Также Британия развернула четыре бригады на базе Королевских Африканских стрелков, набранных из чёрного населения Занзибара, Танганьики, Кении и Ньясаленда, принявших участие в войне в Эфиопии, и три бригадные группы Королевских Западноафриканских стрелков из населения Сьерра-Леоне, Гамбии, Нигерии и Ганы.
Британская колония Сомали выставила Сомалийский верблюжий корпус в составе пяти рот, и в 1942—1943, два пехотных батальона. В Южной Родезии были набрано 26 тыс. чел., частично белых поселенцев, частично африканцев, в первую очередь солдат аскари. Войска Южной Родезии были задействованы в артиллерии, а также в британских военно-воздушных силах.
Свой вклад в оборону империи внесла Мальта, выставившая пять артиллерийских полков.
На Тихоокеанском театре военных действий внесли свой вклад войска, набранные в Малайзии (пять пехотных батальонов, и Малайские добровольческие военно-воздушные силы, состоявшие из белых колонистов) и Бирме.
Британские подмандатные территории были представлены Трансиорданией (современная Иордания), из жителей которой был сформирован Арабский легион в составе семи батальонов, Пустынные силы (одна бригада) и Трансиорданские пограничные войска (четыре кавалерийских эскадрона). По инициативе В. Жаботинского и И. Трумпельдора и, впоследствии, содействии Всемирной сионистской организации, на Ближнем Востоке были сформированы 9 сапёрных рот, и «Отряд погонщиков мулов», с 1917 — «Еврейский легион» (до 10 000 человек), личный состав этих подразделений был набран из евреев. В 1944 году была сформирована Еврейская пехотная бригадная группа, принявшая участие в боях в Италии.
Во Второй мировой войне также приняли активное участие войска британских доминионов — Австралия, Новая Зеландия, Южная Африка, Канада. Если армии Австралии, Новой Зеландии и Канады целиком состояли из белых, войска Южной Африки были набраны частично из белых (британского происхождения и буров), частично из африканцев. Следует учесть, что к моменту начала Второй мировой войны доминионы получили по Вестминтерскому статуту значительную самостоятельность, в частности, они имели право не объявлять войну Германии.

#### Нидерланды
Колониальная армия Голландской Ост-Индии (современная Индонезия) была представлена 1 тыс. офицеров и 34 тыс. солдат, из которых 28 тыс. являлись местными жителями.
Эти войска фактически не смогли оказать сопротивления японскому вторжению; 14 декабря 1941 года началась высадка японской армии на Борнео, затем Целебес и Суматра. Вторжение на остров Ява встретило сопротивление британо-американо-голландских сил, однако это сопротивление оказалось безуспешным.

### Бельгия
Несмотря на падение самой Бельгии уже в 1940, власти Бельгийского Конго перешли на сторону Антигитлеровской коалиции и её союзников. Власти соседних французских колоний — Французская Экваториальная Африка и Камерун — после падения Франции не признали вишистский режим, поддержав движение «Свободная Франция» Шарля де Голля. Бельгийские колониальные войска, наряду с британскими частями и частями «Свободной Франции», внесли свой вклад в ведение боевых действий в Эфиопии и Эритрее.

### Страны Оси

#### Италия
Из Оси и её союзниками колониальными силами во Второй мировой войне располагала только Италия. В состав этих войск входили Королевские ливийские войска (две пехотные дивизии и кавалерия), и «отряды Сахары» (итал. Compagnia Sahariana) из шести моторизованных рот. Кроме того, имелись войска Итальянской Восточной Африки.

#### Франция (режим Виши)
После падения Франции в подчинении коллаборационистского режима Виши оказались колониальные войска Алжирского департамента (юридически входившего в состав Франции), протекторатов Марокко и Тунис, и Левантийская армия, находившаяся на подмандатных территориях Сирия и Ливан. По требованию Германии эти силы были значительно сокращены. Они приняли участие в боях против войск Антигитлеровской коалиции и тех кто её поддерживал в Сирии.
В период 5 мая — 6 ноября 1942 Британия под предлогом опасности потери контроля над своими коммуникациями в Индийском океане захватывает Мадагаскар, бывший в это время французской колонией. Мадагаскарские власти признали режим Виши, и оказали сопротивление; французские войска на острове состояли из 8 тысячного контингента, 6 тыс. человек из которого составляли малагасийцы, значительную долю остальных — сенегальцы.